# 小行星8220
小行星8220（英語：8220 Nanyo）是一颗围绕太阳公转的小行星。1996年5月13日，大国富丸在南阳市发现了此天体。
这颗小行星的绝对星等为122.2277586512086等。